# Melanie Thornton
Melanie Janene Thornton (Charleston, 13 maggio 1967 – Bassersdorf, 24 novembre 2001) è stata una cantante statunitense. Divenne famosa soprattutto per essere stata la voce principale del gruppo eurodance La Bouche, composta da lei e Lane McCray, ma espresse il suo talento anche in altri progetti musicali come Le Click, Men Behind, Groovin Affairs, per intraprendere infine una carriera da solista.

## Biografia
Dotata fin da bambina di un buon talento vocale, studiò canto e pianoforte. Nel 1992 si spostò in Germania, desiderosa di cominciare la carriera di cantante dance.
Nel 1994 ottenne notorietà con il rapper Lane Mc Cray, grazie al brano dance Sweet Dreams (numero 3 classifica dance americana di Billboard) con il progetto La Bouche portato avanti dal produttore Frank Farian. Nello stesso anno intervenne in altri due progetti dance dello stesso produttore, Le Click e Orange Blue, lanciando rispettivamente i singoli Tonight is the Night e If you wanna be (my only); la voce inconfondibile di Melanie Thornton porterà molti ad attribuire i precedenti singoli sempre al progetto La Bouche.
Nel 1995 tornò a collaborare al progetto La Bouche lanciando il secondo singolo Be My Lover, grande successo della primavera-estate 1995; la canzone si spinse anche negli USA raggiungendo la prima posizione della U.S. Dance Chart ufficiale.
Seguirono altre canzoni fortunate come I Love To Love, Falling In Love, SOS, Boling o  You Won't Forget Me, anche se non paragonabili ai riscontri di Be My Lover.
Nel 2000 decise di lasciare il progetto La Bouche per intraprendere una carriera musicale in proprio.
Nel 2001 pubblicò il suo primo album da solista Ready to Fly, dove è presente il brano Wonderful Dream (Holidays Are Coming), brano composto per la Coca-Cola e utilizzato lo stesso anno per le sue pubblicità natalizie.
Il 24 novembre del 2001, dopo aver cantato in concerto a Lipsia, morì in seguito all'incidente del volo Crossair 3597 nei pressi della cittadina svizzera di Bassersdorf, a pochi chilometri da Zurigo, dove si stava recando per una serie di apparizioni televisive.

## Discografia

### Solista

#### Album
- 2001 – Ready to Fly

#### Singoli
- 2000 – Love How You Love Me
- 2001 – Heartbeat
- 2001 – Makin' Oooh Oooh (Talking About Love)
- 2001 – Wonderful Dream (Holidays Are Coming)

### Con La Bouche

#### Album
- 1995 – Sweet Dreams
- 1996 – All Mixed Up
- 1997 – A Moment of Love (conosciuto anche come SOS)
- 2002 – The Best of La Bouche
- 2007 – La Bouche - Greatest Hits

#### Singoli
- 1994 – Sweet Dreams
- 1995 – Be My Lover
- 1995 – Fallin' In Love
- 1995 – I Love To Love
- 1996 – Forget Me Nots
- 1996 – Bolingo (Love Is In The Air)
- 1997 – You Won't Forget Me
- 1998 – A Moment of Love
- 1999 – S.O.S.
- 2002 – In Your Life